# Paulo Freire
Paulo Freire (Recife, Brazil, 19. rujna 1921. – São Paulo, Brazil, 2. svibnja 1997.), brazilski pedagog i jedan od najznačajnijih teoretičara odgoja i obrazovanja. 

## Život
Freire je rođen 1921. godine u obitelji srednje klase, ali je za vrijeme Velike gospodarske krize (1929. – 1933.) upoznao siromaštvo i glad. Njegova obitelj bila je prisiljena preseliti u grad Jaboatão dos Guararapes, a 1933. godine preminuo mu je otac. Obiteljska situacija utjecala je na njegov školski uspjeh, za svojim je vršnjacima zaostajao četiri razreda te se igrao s djecom iz siromašnih obitelji. Freireova iskustva iz djetinjstva utjecala su na formiranje njegovih kasnijih pedagoških ideja i zabrinutosti za siromašne.

## Teorijski doprinosi
Paulo Freire je ostavio dubok trag u promišljanju o pedagoškoj praksi. Freire je dao svoj doprinos pedagoškoj teoriji velikim brojem teorijskih inovacija, posebice u području neformalnog obrazovanja, te popularnog obrazovanja.
- Neformalno obrazovanje se temelji na razgovoru, uključuje samostalno istraživanje i širenje znanja, a može se odvijati u bilo kojem okruženju

- Popularno obrazovanje se u Južnoj Americi vezuje uz političke pokrete, te je usmjereno na obrazovanje skupina ljudi koji su inicijalno isključeni iz političkih procesa

## Znanstveni doprinosi
- Usmjerenost na dijalog – obrazovanje se ne temelji na djelovanju jedne osobe na ostale, već na međusobnoj suradnji
- Svijest o praxisu – obrazovno djelovanje koje se temelji na određenim vrijednostima, s ciljem unapređivanja društva i izgradnje socijalnog kapitala
- Konscientizacija (od engleske riječi conscientization) – razvijanje svijesti o sposobnosti mijenjanja stvarnosti
- Iskustvo – otvara velik broj mogućnosti za učenje
- Kršćanske metafore – učenici razvijaju svijest kroz nestajanje klasa, i “iskustvo uskrsnuća” nastavnika

## Ključni radovi
- Pedagogy of the Oppressed – Pedagogija obespravljenih (1968.)
- Pedagogy of Hope - Pedagogija nade (1996.)

## Vanjske poveznice
- Pedagogy of the Oppressed  Arhivirana inačica izvorne stranice od 3. prosinca 2006. (Wayback Machine)

- Paulo Freire and informal education